# Барклай-де-Толли-Веймарн, Александр Петрович
Александр Петрович Веймарн (22 декабря 1824 (3 января 1825) — 25 апреля (8 мая) 1905), с 1859 года: князь Барклай-де-Толли-Веймарн (Александр Магнус Фридрих Фюрст Барклай де Толли-Веймарн, нем. Alexander Magnus Friedrich Fürst Barclay de Tolly-Weymarn) — генерал от инфантерии, генерал-адъютант русской императорской армии. Сын Вильгельма Петера Йоста фон Веймарна.

## Биография
Александр Магнус Фридрих фон Веймарн родился 22 декабря 1824 года в Дрездене. Из остзейского дворянского рода Веймарн, лютеранского вероисповедания. Владел несколькими имениями на территории современного Волосовского района Ленинградской области, среди которых — Терпилицы и Касково.
2 августа из камер-пажей произведен в прапорщики Лейб-Гвардейского Преображенского полка. С 6 декабря 1844 года подпоручик.
1 июня 1846 года назначен адъютантом к Его Императорскому Величеству Великому князю Михаилу Павловичу. 23 марта 1847 года произведен в поручики, 3 апреля 1849 года в штабс-капитаны и в этом же году пожалован в флигель-адъютанты, награждён орденом Святой Анны 3 степени и 10 ноября назначен старшим адъютантом управления Императорской Главной Квартиры и Собственного Его Величества конвоя.
В 1852 году удостоился получить изъявления Монаршего благоволения. В 1853 году награждён орденом Святой Анны 2 степени, а 6 декабря произведен в капитаны. 18 мая 1855 года князь за отличие произведен в полковники и в этом же году удостоился изъявления Монаршего благоволения. В 1856 году награждён орденом Святого Владимира 4 степени и 2 августа назначен комендантом Императорской Главной Квартиры. В 1858 году награждён Императорской Короной к ордену Святой Анны 2 степени.
Высочайше утверждённым 8 декабря 1859 года мнением Государственного совета флигель-адъютанту, полковнику Александру Магнусу-Фридриху Петровичу Веймарн дозволено принять фамилию и титул двоюродного дяди своего, князя Эрнста-Магнуса Михайловича Барклай-де-Толли, и именоваться князем Барклай-де-Толли-Веймарн.
В 1860 году удостоился изъявления Монаршего благоволения, награждён орденом Святого Владимира 3 степени и 30 августа произведен в генерал-майоры, с назначением в Свиту Его Величества. В 1861 году получил орден Святого Станислава 1 степени и изъявление Монаршего благоволения. 12 декабря 1863 года князь назначен командиром лейб-гвардии Павловского полка, которым он и командовал до 30 августа 1867 года, когда был произведен в генерал-лейтенанты. За время командования полком в 1864 году князь получил орден Святой Анны 1 степени. 30 августа 1866 года пожалован арендою в 1500 рублей. 16 апреля 1867 года назначен генерал-адъютантом.
10 октября 1868 года назначен начальником 24-й пехотной дивизии. В 1869 году награждён орденом Святого Владимира 2 степени, в 1871 году орденом Белого орла и в 1875 году орденом Святого Александра Невского.
По Высочайшему повелению, от 2 ноября 1872 года, разрешено потомству генерал-адъютанта князя Александра Барклай-де-Толли-Веймарн, как мужского, так и женского пола, именоваться князьями и княжнами Барклай-де-Толли-Веймарн.
19 февраля 1877 года князь был назначен командиром 1-го армейского корпуса.
В 1886 году князь награждён бриллиантовыми знаками к ордену Святого Александра Невского. 19 января 1888 года князь сдал корпус. Состоял по гвардейской пехоте и числился в лейб-гвардии Павловском полку. Скончался 25 апреля 1905 года. Похоронен на Волковском лютеранском кладбище в Санкт-Петербурге.

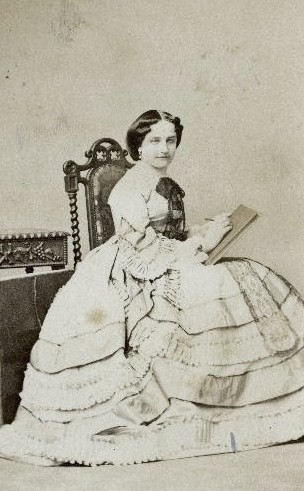
Мария Фредерика, жена

## Семья
С 1849 года состоял в браке с баронессой Марией Фредерикой фон Зедделер (1825—1868), дочерью генерал-лейтенанта Л. И. Зедделера. Супруги имели троих детей:
- Александрина Августа Ольга (Ада, 1854—1945), писательница, замужем (с 19.02.1883; Ницца[2]) за Алексеем фон Крузенштерном ад-Хаггуда (1859—1909), лордом Штефлё, округ Кальмар, полковника Российской императорской армии.
- Людвиг Александр Михаэль (Луи, Логин Александрович, 1854—1903), петергофский уездный предводитель дворянства и деятель петербургского земства, полковник лейб-гвардии Гродненского гусарского полка и атташе при посольстве в Париже; с 1882 г. женат на Екатерине Фёдоровне Чернышёвой (1861—1925), дочери генерал-лейтенанта Ф. С. Чернышёва.
- Мария Георгия Августа (Мира, 1863—1939), с 1888 г. замужем за бароном Георгом фон Тюмлером (1858—1922), лорд Селька, камергер герцога Саксен-Альтенбургского и кавалер ордена Святого Иоанна.

## Награды
Российские:
- орден Святой Анны 3-й ст. (1849),
- орден Святой Анны 2-й ст. (1855),
- орден Святого Владимира 4-й ст. (1856),
- орден Святого Владимира 3-й ст. (1860),
- орден Святого Станислава 1-й ст. (1861),
- орден Святой Анны 1-й ст.(1864),
- орден Святого Владимира 2-й ст.(1869),
- орден Белого орла
- орден Святого Александра Невского (1886)

Иностранные:
- Ольденбургский Орден Заслуг герцога Петра-Фридриха-Людвига 3-й ст.
- Прусская медаль в память о короновании Короля Прусского
- Датский Орден Данеброг большого креста
- Прусский Орден Красного орла 1-й степени (1873)
- Австрийский Орден Железной короны 1-й ст. (1874)
- Шведский Орден Меча Большого креста
- Мекленбургский Орден Вендской короны Большого креста
- Табакерка с портретом Его Величества Короля Прусского
- Сабля с вензелевым изображением имени Его Королевского Высочества Принца-Регента Прусского